# Tea Vikstedt-Nyman
Tea Vikstedt-Nyman (Hyvinkää, Finlàndia del Sud, 6 de juliol de 1959) va ser ciclista finlandesa guanyadora de nombrosos campionats nacionals, tant en ruta com en contrarellotge. Va participar en tres edicions del Jocs Olímpics. Va combinar la carretera amb el ciclisme en pista.

## Palmarès en carretera
- 1984
  -  Campiona de Finlàndia en contrarellotge
- 1985
  -  Campiona de Finlàndia en contrarellotge
- 1986
  -  Campiona de Finlàndia en ruta
  -  Campiona de Finlàndia en contrarellotge
- 1987
  -  Campiona de Finlàndia en contrarellotge
- 1988
  - 1a a la Volta a Turíngia
  - 1a al Gran Premi de les Nacions
- 1989
  -  Campiona de Finlàndia en contrarellotge
  - Vencedora d'una etapa al Giro d'Itàlia
  - Vencedora d'una etapa al Postgiro
- 1990
  -  Campiona de Finlàndia en ruta
- 1991
  - Vencedora de 2 etapes a la Women's Challenge
  - Vencedora de 2 etapes al Tour de la CEE
- 1992
  - Vencedora d'una etapa a la Women's Challenge
- 1994
  -  Campiona de Finlàndia en contrarellotge
- 1995
  -  Campiona de Finlàndia en ruta
- 1996
  - Vencedora d'una etapa al Giro d'Itàlia